# Mkula (Kilombero)
Mkula è una circoscrizione rurale (rural ward) della Tanzania situata nel distretto di Kilombero, regione di Morogoro. Conta una popolazione di 9 090 abitanti (censimento 2012).